# Søren Kierkegaard
Søren Aabye Kierkegaard (AFI: [ˈsœːɐn ˈkʰiɐ̯g̊əˌg̊ɒːˀ]ⓘ); (Copenhague, 5 de mayo de 1813-ibídem, 11 de noviembre de 1855) fue un filósofo y teólogo danés, considerado el padre del existencialismo. Su filosofía se centra en la condición de la existencia humana, en el individuo y la subjetividad, en la libertad y la responsabilidad, en la desesperación y la angustia, temas que retomarían Martin Heidegger, Jean-Paul Sartre y otros filósofos del siglo XX. Criticó con dureza el hegelianismo de su época y lo que él llamó formalidades vacías de la Iglesia danesa. 
Gran parte de su obra trata de cuestiones religiosas: la naturaleza de la fe cristiana, la institución de la Iglesia, la ética cristiana, las emociones y sentimientos que experimentan los individuos al enfrentarse a las elecciones que plantea la vida. En una primera etapa escribió bajo varios seudónimos presentando sus argumentos mediante un complejo diálogo. Acostumbraba a dejar al lector la tarea de descubrir el significado de sus escritos porque, según decía, «la tarea debe hacerse difícil, pues solo la dificultad inspira a los nobles de corazón».
Ha sido catalogado como existencialista, neoortodoxo, posmodernista, humanista o individualista.
Actualmente Kierkegaard es reconocido como una importante e influyente figura del pensamiento contemporáneo, sobrepasando los límites de la filosofía, la teología, la psicología y la literatura.

## Biografía

### Primeros años (1813-1841)
Soren Kierkegaard nació en una acaudalada familia de Copenhague. Su padre, Michael Pedersen Kierkegaard, era un hombre muy religioso. Estaba convencido de que se había ganado la ira de Dios, y por ello creía que ninguno de sus hijos viviría más allá de la edad de Jesucristo, 33 años. Pensaba que sus pecados, tales como maldecir el nombre de Dios en su juventud y posiblemente embarazar a la madre de Kierkegaard fuera del matrimonio, eran merecedores de ese castigo. Aunque muchos de sus siete hijos fallecieron jóvenes, su predicción se demostró errónea al superar dos de ellos dicha edad. En esa temprana noción de pecado y en la relación entre padre e hijo, radican los fundamentos de gran parte de los trabajos de Kierkegaard (particularmente de Temor y temblor). La madre de Kierkegaard, Anne Sorensdatter Lund Kierkegaard, no es mencionada directamente en sus libros, aunque también ejerció influencia sobre sus obras más tardías. A pesar de que la melancolía religiosa ocasionalmente afectaba a su padre, Kierkegaard y él estaban estrechamente unidos. Kierkegaard aprendió a explorar el reino de su imaginación mediante una serie de ejercicios y juegos que ambos practicaban juntos.
El padre de Kierkegaard murió el 9 de agosto de 1838, a la edad de 82 años. Antes de su fallecimiento, le pidió a Soren que se hiciera pastor. La vida religiosa de su padre había influido profundamente en Soren, y se sintió obligado a cumplir su deseo. Dos días después, el 11 de agosto, Kierkegaard escribió: «Mi padre murió el miércoles. Había deseado mucho que viviera unos pocos años más y veo su muerte como el último de los sacrificios que hizo por mí; …murió por mí con el fin de que, de ser posible, pueda convertirme todavía en algo. De todo lo que he heredado de él, su recuerdo, su transfigurado retrato... es lo más preciado para mí, y tendré mucho cuidado de preservar su memoria escondida a salvo del mundo».
Kierkegaard asistió a la Escuela de Virtud Cívica, sobresaliendo en latín e historia. Continuó estudiando teología en la Universidad de Copenhague, pero estando allí se inclinó más hacia la filosofía y la literatura. En la universidad, Kierkegaard escribió su disertación, Sobre el concepto de ironía en constante referencia a Sócrates, la cual fue considerada por los expertos de la universidad como un trabajo notable y bien pensado, aunque mencionaron que se excedía ligeramente en lo literario para ser una tesis filosófica. Kierkegaard se graduó el 20 de octubre de 1841 con un Magistri Artium, que hoy en día correspondería a un doctorado en investigación. Con la herencia familiar Kierkegaard pudo financiar su educación, sus gastos y varias publicaciones de sus primeras obras.

### Regine Olsen, la musa de su inspiración (1837-1841)

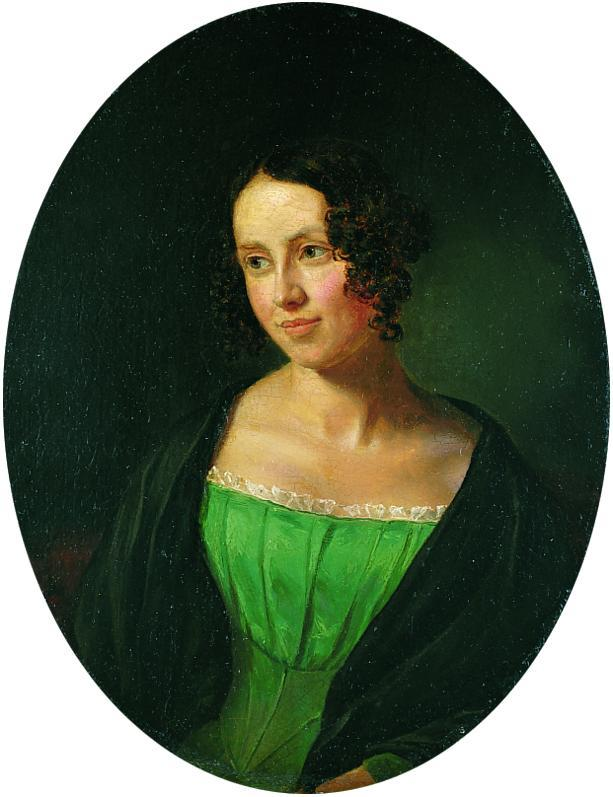
Regine Olsen, el amor de su vida y musa de sus escritos.

Otro importante aspecto de la vida de Kierkegaard (quizá el que mayor influencia ejerció en su obra) fue la ruptura de su compromiso con Regine Olsen (1822-1904). Kierkegaard conoció a Regine el 8 de mayo de 1837 y se sintió inmediatamente atraído por ella, igual que ella por él. En sus Diarios Kierkegaard escribió acerca de su amor por Regine:

Vos soberana de mi corazón guardada cual tesoro en lo más profundo de mi pecho, en la completitud de mi pensamiento, allí... ¡desconocida divinidad! Oh, puedo realmente creer los relatos del poeta, que cuando uno ve por primera vez el objeto de su amor, imagina que lo ha visto hace mucho tiempo, que todo amor, como todo conocimiento, es reminiscencia, que el amor también tiene sus profecías en el individuo. ... creo que habría de poseer la belleza de todas las chicas para poder dibujar una belleza igual a la tuya; que habría de navegar alrededor del mundo entero para poder encontrar el lugar que me falta y hacia el que apunta el más profundo misterio de mi completo ser, y al momento siguiente estás tan cerca de mí, llenando mi espíritu tan poderosamente que me glorifico y siento que es bueno estar aquí.
2 de febrero de 1839

El 8 de septiembre de 1840 Kierkegaard se declaró formalmente a Regine. Sin embargo, pronto se sintió desilusionado y receloso con respecto al matrimonio. Menos de un año después de haber propuesto el enlace, lo rompió, el 11 de agosto de 1841. En sus Diarios Kierkegaard menciona la creencia de que su «melancolía» le hace inválido para el matrimonio, pero el motivo concreto de su ruptura sigue sin estar claro. En general se cree que los dos estaban profundamente enamorados, quizás incluso después de que ella se casara con Johan Frederik Schlegel (1817-1896), un prominente funcionario (no debe ser confundido con el filósofo alemán Friedrich von Schlegel). En general su contacto se limitó a encuentros casuales en las calles de Copenhague. Sin embargo, algunos años después Kierkegaard llegó a pedir al marido de Regine permiso para hablar con ella, pero Schlegel se lo negó. Regine, que lo amó mucho, quedó resentida con él para siempre por la incomprensible ruptura.
Poco después la pareja abandonó el país, tras haberse producido el nombramiento de Schlegel como gobernador de las Indias Occidentales Danesas. Para cuando Regine volvió, Kierkegaard había muerto. Regine Schlegel vivió hasta 1904 y tras su muerte fue enterrada cerca de Kierkegaard en el Assistens Kirkegård de Copenhague.

### Primeras obras (1841-1846)

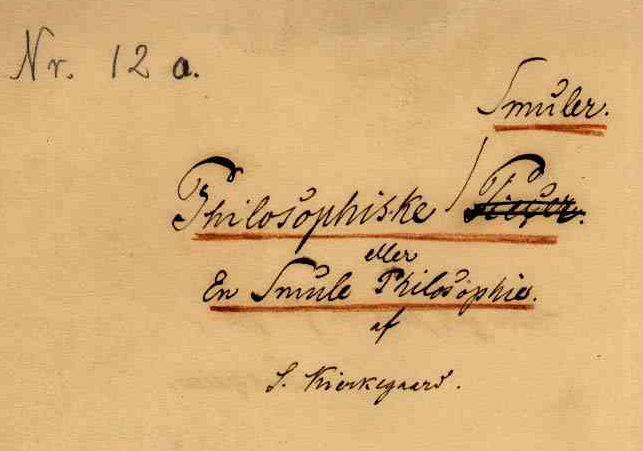
Manuscrito de Kierkegaard de Migajas filosóficas.

Kierkegaard escribió en sus días de juventud y universidad algunos artículos sobre política, mujeres y entretenimiento, pero muchos académicos consideran que la primera obra notable del autor es, o bien su tesis universitaria, Sobre el concepto de ironía en constante referencia a Sócrates, presentada en 1841, o su obra maestra, O lo uno o lo otro, publicada en 1843. En cualquier caso, ambas criticaron a importantes figuras del pensamiento filosófico occidental (a Sócrates y a Hegel, respectivamente), exhibieron el estilo de escribir único de Kierkegaard y mostraron madurez con respecto a las obras iniciales. O lo uno o lo otro fue escrita principalmente durante la estancia de Kierkegaard en Berlín y acabada en el otoño de 1842. En Berlín asistió a las conferencias de Friedrich Schelling, que entre sus oyentes se encontraban Mijaíl Bakunin y Friedrich Engels. Kierkegaard dijo que Schelling decía "tonterías bastante insufribles" y se quejaba de que no terminaba sus conferencias a tiempo.
En el mismo año de 1841, Kierkegaard descubrió que Regine se había prometido con Johann Frederik Schlegel. Ello le afectó profundamente a él y a sus siguientes obras. De una parte de Temor y temblor, publicado a finales de 1843, puede interpretarse que «Kierkegaard espera que mediante un acto divino Regine vuelva a él». La repetición, publicada el mismo día que Temor y temblor, trata acerca de un joven caballero que deja a su amada. Varios otros trabajos de ese período contienen matices semejantes, relacionados con su situación personal.
Otras obras importantes de esta época se centran en la crítica de Georg Wilhelm Friedrich Hegel y conforman una base para la psicología existencial. Migajas filosóficas, El concepto de la angustia y Etapas del camino de la vida tratan acerca de los pensamientos y sentimientos a los que un individuo puede enfrentarse en la vida. Quizá el más audaz ataque al hegelianismo se da en Apostilla conclusiva no científica a las «Migajas filosóficas» en el que discute la importancia de la subjetividad individual como verdad y contesta a la afirmación hegeliana de que «Todo lo racional es real y todo lo real es racional».
La mayoría de obras de este período fueron de naturaleza filosófica y se escribieron bajo seudónimos y de modo indirecto, representando varios puntos de vista y modos de vida. En cualquier caso, Kierkegaard también publicó discursos teológicos escritos bajo su propio nombre. Kierkegaard escribió estos discursos para clarificar aspectos filosóficos de las obras escritas bajo seudónimos, para discutir aspectos teológicos de éstas, y para edificar al lector.

#### El asunto deEl corsario(1845-1846)

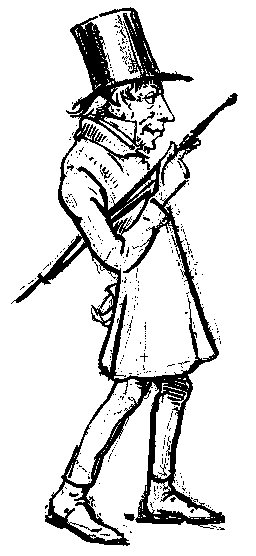
Kierkegaard caricaturizado por la revista El corsario, como un individuo de figura retorcida. Dibujo original de Wilhelm Marstrand.

El 22 de diciembre de 1845, Peder Ludvig Møller publicó un artículo criticando Etapas del camino de la vida. El artículo hacía un resumen negativo de Etapas, pero mostraba poco entendimiento de la obra. Møller también contribuyó en El corsario (Corsaren), una revista danesa que ridiculizaba a gente de la clase alta. Kierkegaard respondió con el fin de defender su obra, de ridiculizar a Møller y de desestimar a la revista, provocando de este modo la ira del editor, Meïr Aaron Goldschmidt.
Los únicos dos artículos que Kierkegaard escribió en respuesta a Møller fueron Actividad de un esteta ambulante y El resultado dialéctico de un asunto de política literaria. En el primero se centraba en insultar a Møller y en responder a su crítica. El segundo era un ataque a El Corsario en el que Kierkegaard pedía abiertamente el ser satirizado.

Con una publicación como El corsario, que hasta ahora ha sido leída por muchas y todo tipo de personas y el resultado del que ha disfrutado, esencialmente, ha sido el de ser ignorada, despreciada y nunca respondida, la única cosa que restaría para expresar su calidad literaria y moral—reflejada en la inversión que esta publicación con exigua aptitud y extremado esfuerzo ha buscado hacer—sería que alguien inmortalizado y elogiado por esta publicación pidiera ser insultado por la misma... ¿Podría yo pedir ser insultado?—el daño personal de ser inmortalizado por El Corsario es simplemente demasiado.
Søren Kierkegaard, El resultado dialéctico de un asunto de política literaria

A lo largo de los siguientes meses, El corsario aceptó el ofrecimiento de Kierkegaard de «ser insultado» y desencadenó una serie de ataques en los que se burlaban de su apariencia, su voz y sus costumbres. Durante meses fue acosado en las calles de Dinamarca. En una entrada de diario en 1846, Kierkegaard hace una larga y detallada explicación de su ataque a Møller y El Corsario, y también cuenta que este ataque le hizo abandonar su actividad como escritor.

Los días de mi autoría han pasado, alabado sea Dios. Se me ha otorgado la satisfacción de hacerlos concluir por mí mismo, al haber entendido cuándo era apropiado ponerles fin, y justo después de la publicación de O lo uno o lo otro, lo cual agradezco a Dios. Esto, una vez más, no es como la gente lo vería, aunque en un par de palabras podría probar que es así. Conozco bastante bien mi obra y la veo en orden. Pero me ha dolido; me da la impresión de que tendría que haber pedido permiso para ello; pero dejémoslo estar. Si tan sólo pudiera conseguir ser sacerdote. En cualquier caso, gran parte de mi vida presente puede satisfacerme: respiraré más libremente ahora, permitiéndome algún trabajo literario ocasional en mi tiempo libre.
Søren Kierkegaard, Diarios (9 de marzo de 1846)

### Segundo período (1846-1853)

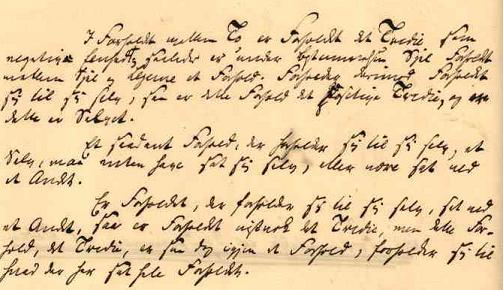
Manuscrito de Kierkegaard de La enfermedad mortal.

Mientras que sus primeras obras se centraron en Hegel, las posteriores trataron la hipocresía del cristianismo. Es importante señalar que con «cristianismo» Kierkegaard no se refería al cristianismo en sí mismo, sino más bien a la Iglesia y la religión que ejercía en la práctica su sociedad. De hecho, en su Ejercitación del cristianismo, nos invita a una práctica de un cristianismo personal, bien diferenciado de la cristiandad, como Iglesia Establecida. Tras el incidente del Corsario, Kierkegaard se interesó por «el público» y la interacción del individuo con él. Su primera obra de este período de su vida fue Una reseña literaria que constituyó una crítica a Dos épocas (traducida a veces como Dos generaciones), escrita por Thomasine Christine Gyllembourg-Ehrensvärd. Después de esta crítica, Kierkegaard hizo varias observaciones agudas acerca de la naturaleza de la generación actual y su desapasionada actitud ante la vida. Escribió que «la generación actual es esencialmente racional, desprovista de pasiones... La tendencia hoy en día es en la dirección de la ecuación matemática». Kierkegaard ataca el conformismo y la asimilación cultural de los individuos en un público indiferenciado, «la masa». Aunque Kierkegaard ataca al público, apoya a las comunidades en las que los individuos mantienen su diversidad y características específicas.
Otras obras siguen centrándose en la superficialidad de «la masa» que limita y reprime al individuo. El libro sobre Adler trata acerca de la declaración del pastor Adolf Peter Adler de haber tenido una revelación sagrada y haber sido condenado al ostracismo como consecuencia de ello.
Como parte de su análisis del público, Kierkegaard señaló la decadencia de la Iglesia cristiana, especialmente la Iglesia del Pueblo Danés. Kierkegaard creía que el cristianismo había «perdido el camino» de la fe cristiana. El cristianismo en ese período no hacía caso, malinterpretaba o hacía «falsa alabanza» a la doctrina cristiana original.

A Kierkegaard le molestaba especialmente esa terca obsesión que, en determinadas instancias de la jerarquía eclesial, existía por poner de acuerdo a la fe y la razón, conforme la ciencia progresaba y comenzaba a (al menos en apariencia) cuestionar determinados aspectos del dogma cristiano.

Es por ello que Kierkegaard sentía que era su deber en ese momento el informar a otros acerca de las sombras de la llamada «vida cristiana». Escribió varias críticas al cristianismo contemporáneo tales como Discursos cristianos, Las obras del amor y Discursos edificantes.
La enfermedad mortal es una de las obras más conocidas de esta época de Kierkegaard, y aunque algunos filósofos y psicólogos ateos contemporáneos desestimaron lo que Kierkegaard sugería que era la fe, su análisis de la naturaleza de la angustia existencial es una de las más importantes aportaciones en la materia e influenció posteriores conceptos filosóficos, tales como la culpa existencial de Heidegger y la mala fe de Sartre.
Alrededor de 1848 Kierkegaard comenzó un ataque literario hacia la Iglesia del Pueblo Danés con libros como Práctica del cristianismo, Para la autoexaminación y ¡Juzgad vosotros mismos!, en el que trata de exponer la verdadera naturaleza del cristianismo, con Jesús como su modelo.

### Ataque a la Iglesia Danesa (1854-1855)

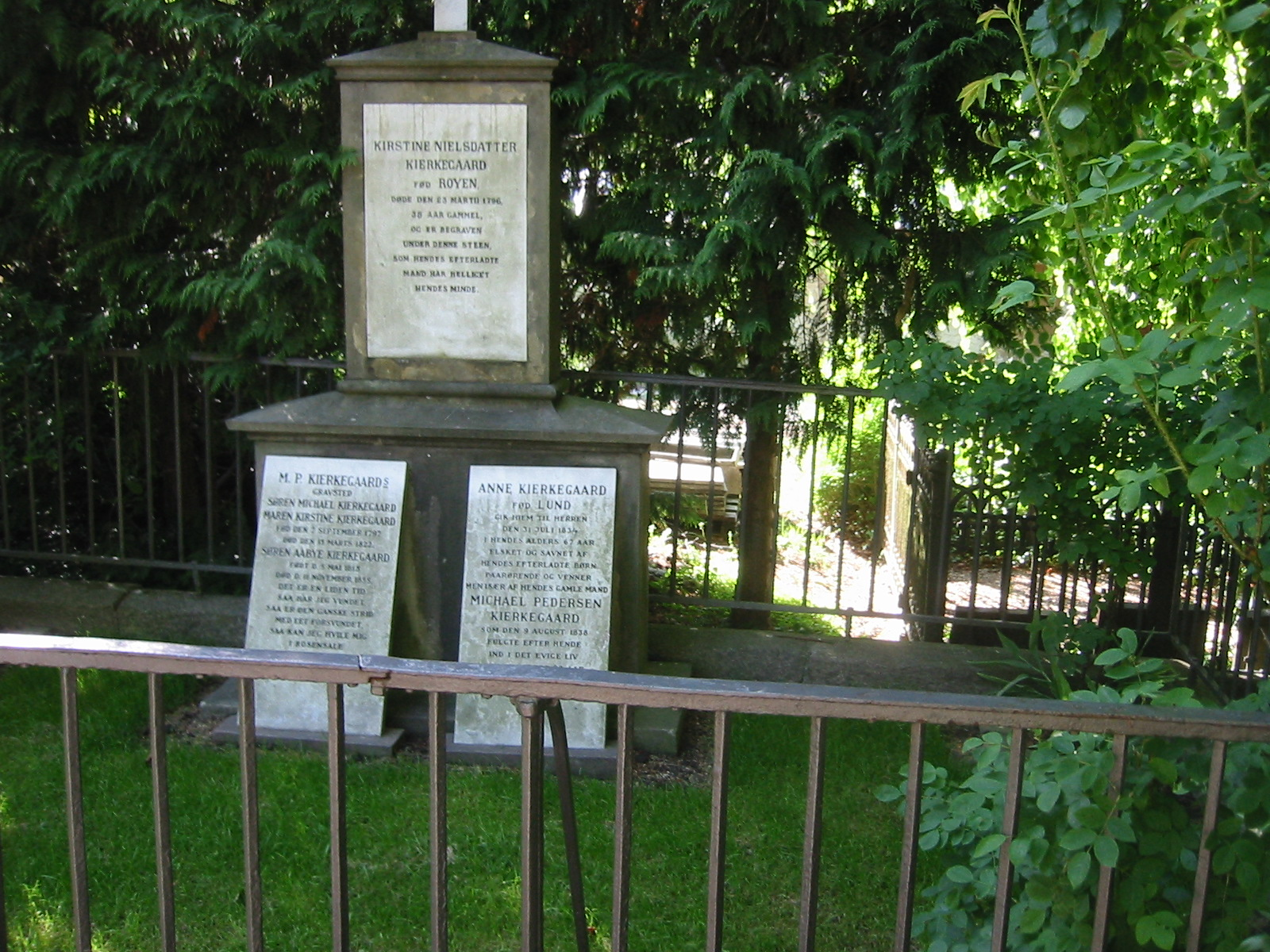
Tumba de Søren Kierkegaard en cementerio de Assistens.

Los últimos años de Kierkegaard se caracterizaron por una ataque continuado y rotundo a la Iglesia del Pueblo Danés mediante artículos publicados en La patria (Fædrelandet) y una serie de panfletos publicados por él mismo titulada El momento (Øjeblikket). Kierkegaard se decidió a actuar inicialmente tras una charla del Profesor Hans Lassen Martensen en la que este llamaba a su recientemente fallecido predecesor el Obispo Jakob P. Mynster un «testigo de la verdad, uno de los auténticos testigos de la verdad».
Kierkegaard sentía afecto por Mynster, pero consideraba que su concepción del cristianismo era propia del interés del hombre, más que del interés del Dios, y para él de ningún modo era la vida de Mynster comparable a aquella de un «testigo de la verdad».
Antes de que fuera publicado el décimo capítulo de El momento, Kierkegaard se desmayó en la calle y fue llevado a un hospital. En él estuvo durante un mes, durante el que rechazó recibir la asistencia de un pastor, a quien Kierkegaard consideraba un mero funcionario, y no un siervo de Dios.
Dijo a Emil Boesen, un amigo de la infancia que era pastor y que mantuvo numerosas conversaciones con Kierkegaard, que su vida había sido de gran y desconocido sufrimiento, y que lo que a otros les había parecido vanidad no había sido tal.
Kierkegaard murió en Frederiks Hospital tras haber permanecido allí aproximadamente un mes, posiblemente por complicaciones derivadas de una caída desde un árbol cuando era niño. Fue enterrado en el cementerio de Assistens en la zona de Nørrebro de Copenhague. En el funeral de Kierkegaard su sobrino Henrik Lund protestó por el hecho de que su tío estuviera siendo enterrado por la Iglesia oficial aun cuando él había dejado claro en vida que quería alejarse de ella. Lund fue posteriormente multado por ello. Kaare Weismann y Jens Staubrand han sugerido que Kierkegaard murió de la enfermedad de Pott, una forma de tuberculosis. Sin embargo, esto está en duda.

## Pensamiento

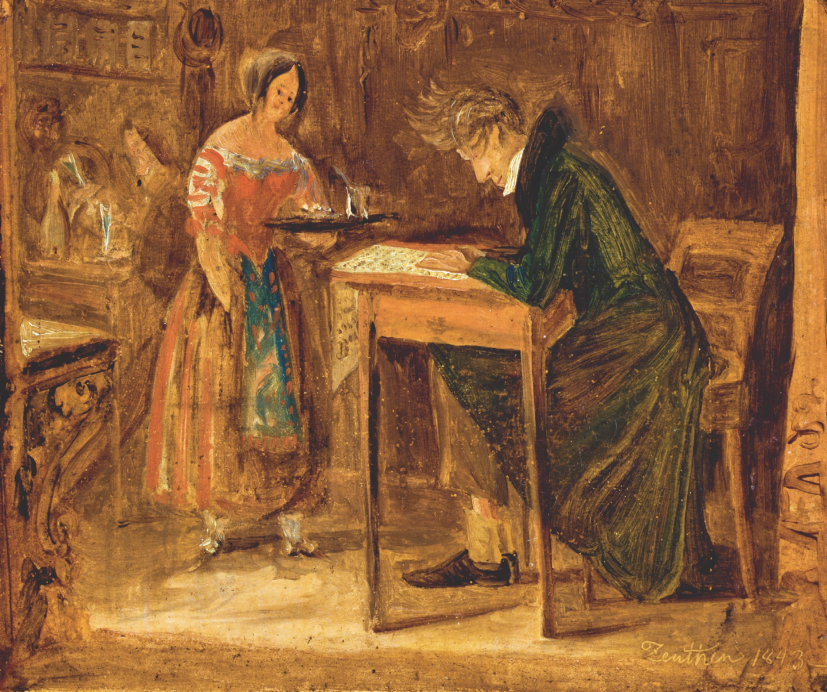
«Recibí una impresión memorable de la aparición de Kierkegaard, la cual encontré casi cómica. Él tenía entonces veintitrés años; había algo bastante irregular en su aspecto general y tenía un extraño peinado. Su pelo rubio se alzaba casi seis pulgadas por encima de su frente, en una cresta alborotada que le daba una imagen desconcertante». — Hans Brøchner recordando la impresión causada por Søren Kierkegaard en la boda de Peter Kierkegaard en 1836. Imagen: Søren Kierkegaard en el coffee-house, dibujo al óleo de Christian Olavius, 1843.

Kierkegaard ha sido considerado filósofo, teólogo, padre del existencialismo, crítico literario, humorista, psicólogo y poeta. Dos de sus ideas más conocidas son la «subjetividad» y el «salto de fe».

### Fideísmo
Su tema central es que la existencia humana está llena de una sensación general de ansiedad, pecado y desesperanza, y que la única cura para esto es un acto de fe, un compromiso total con Dios. 
Semejante acto de fe es aterrador y no es "racional" según Kierkegaard. Requiere que nos juguemos todo a algo que parece improbable desde el punto de vista de la lógica y el sentido común.  Kierkegaard ve la vida de fe como estar solo en medio del océano sobre "setenta mil brazadas" de agua. Para Kierkegaard, la fe no es un éxtasis, un oasis de calma en el desierto. Es un constante volver a comprometerse, un salto hacia la oscuridad que parece una locura según los patrones del mundo. Por lo tanto, solo en lo trascendente existe un alivio verdadero de la ansiedad y la desesperación.

#### Salto de fe
El salto de fe es su concepción de cómo un individuo cree en Dios, o cómo una persona actúa en el amor. No es una decisión racional, ya que trasciende la racionalidad en favor de algo más extraordinario: la fe. Además consideraba que tener fe era al mismo tiempo tener dudas. Así, por ejemplo, para tener verdadera fe en Dios, uno también tendría que dudar de su existencia; la duda es la parte racional del pensamiento de la persona, sin ella la fe no tendría una sustancia real. La duda es un elemento esencial de la fe, un fundamento. Dicho de otro modo, creer o tener fe en que Dios existe sin haber dudado nunca de tal existencia no sería una fe que mereciera la pena tener. Por ejemplo, no requiere fe el creer que un lápiz o una mesa existen, puesto que uno los puede ver y tocar. Del mismo modo, creer o tener fe en Dios es saber que no hay un acceso perceptual ni de ningún otro tipo a él, y aun así tener fe.

### Subjetividad
Kierkegaard discute principalmente la subjetividad en relación con los asuntos religiosos. 

#### Relativismo
En su libro Apostilla conclusiva no científica a las «Migajas filosóficas» (1846), argumenta que «subjetividad es verdad» y «verdad es subjetividad» Esto no quiere decir que la verdad depende de la opinión o que está bien creer lo que uno quiera. 
Su idea de la verdad subjetiva está conectada con su visión de la fe. La fe no significa aceptar las verdades reveladas por la autoridad de la Biblia o la Iglesia. La fe es un salto, un compromiso apasionado con uno mismo a algo que parece absurdo desde el punto de vista de la razón objetiva. 
Jesús dijo: "Yo soy la verdad". De este modo, para un cristiano existencialista como Kierkegaard, la fe y la verdad son básicamente lo mismo: "La incertidumbre objetiva, mantenida en la apropiación de la interioridad más apasionada, es la verdad, la verdad más alta que hay para un existente". 
Kierkegaard razona la importante distinción entre tener la verdad y estar en la verdad. Alguien que conoce todas las verdades sobre la religión, pero no se esfuerza por vivir de acuerdo con ellas tiene la verdad en el sentido de un examen de teología; mucho más importante es estar en la verdad incorporando esas creencias religiosas a la vida de uno. Según afirma, los intentos de alcanzar a Dios por medio del razonamiento objetivo están destinados a fracasar. Incluso si pudiéramos hacer de Dios un objeto de conocimiento objetivo, ¿Qué bien nos haría sin la realidad de una fe viva? Cuando nos centramos en el conocimiento objetivo nos centramos en el objeto, o si el foco de nuestra mente se ha dirigido sobre la cosa correcta. Pero cuando se trata de Dios, lo que más importa es si nos relacionamos con él de la manera correcta.  La gente que en algún sentido cree las mismas cosas, puede tener relaciones bastante distintas con esas creencias. Dos individuos pueden creer que hay mucha gente pobre que necesita ayuda, pero puede que este conocimiento solo lleve a uno de ellos a ayudar a los pobres.
Como ya se ha mencionado, argumenta que la duda es un elemento de la fe y que es imposible conseguir ninguna certeza objetiva acerca de doctrinas religiosas tales como la existencia de Dios o la vida de Jesucristo. Lo máximo que uno puede esperar sería la conclusión de que es probable que las doctrinas religiosas sean ciertas, pero si una persona creyera estas doctrinas solo en el grado en que es probable que sean ciertas, él o ella en absoluto sería verdaderamente religioso. La fe consiste en la relación subjetiva de total compromiso con tales doctrinas.

#### Abandono del yo real
Kierkegaard discute el yo como una síntesis, que se refiere a la naturaleza dividida del yo entre dos naturalezas incapaces de armonizar (infinito / finito, posible / necesario, y eterno / temporal); una tarea, porque tiene que convertirse en sí mismo (una identidad unificada); y una relación a la que se refiere como espíritu, la libertad de determinarse en la relación entre los factores de la síntesis.  Esta visión le proporciona la base para su análisis de la angustia, la fe y la esperanza.
En La enfermedad mortal (1849), Soren Kierkegaard propone el autoanálisis como medio para comprender el problema de la "desesperación", que según él no procede de la depresión, sino de la alienación del yo. 

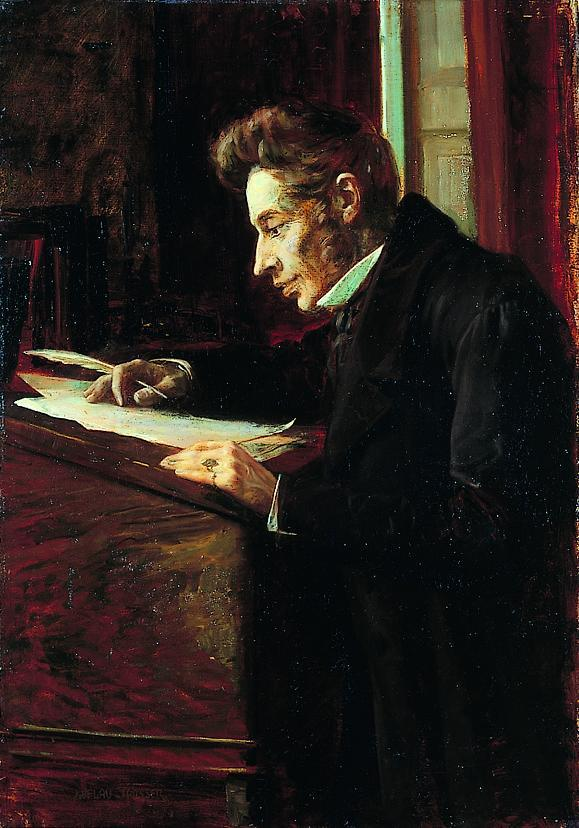
Søren Kierkegaard en su escritorio, pintura al óleo por Luplau Janssen en 1902.

Kierkegaard describió varios niveles de desesperación. El más bajo y común procede de la ignorancia: la persona tiene una idea equivocada de lo que es el "yo" y desconoce la existencia la naturaleza de su yo potencial. Tal ignorancia es próxima a la felicidad, y tan intrascendente que Kierkegaard dudaba de que pudiera considerarse desesperación. La verdadera desesperación surge, según él, cuando aumenta la conciencia de sí, y los niveles más profundos de desesperación nacen de una aguda conciencia del yo unida a una profunda aversión hacia el mismo. Cuando algo sale mal puede parecer que la persona se desespera por algo que ha perdido; pero si se profundiza, según Kierkegaard, se descubre que la persona no desespera en realidad por la cosa (el suspenso) sino por sí misma. 
El yo que fracasó en su objetivo se ha vuelto intolerable; la persona había querido convertirse en un yo diferente (en este caso el juez), y en tal momento se ve atrapada en un yo fracasado y en la desesperación. Kierkegaard utilizó el ejemplo del hombre que quería convertirse en emperador, y señalaba que, aunque este hombre consiguiera su objetivo, habría abandonado su antiguo yo. Tanto en su deseo como en su logro, trataba de deshacerse de sí mismo. Dicha negación del yo es dolorosa, pues la desesperación es abrumadora cuando un hombre se rehúye a sí mismo: Cuando no se posee a sí mismo, no es él mismo.
Kierkegaard ofrecía una solución: Concluía que se puede encontrar la paz y la armonía interior si se reúne el valor para ser el que uno es, en vez de querer ser otro. Escribió: "Querer ser aquel que uno es verdaderamente, es lo opuesto a la desesperación". Por lo tanto, Kierkegaard creía que la desesperación del individuo desaparece cuando deja de negar quién es realmente y trata de descubrir y aceptar su verdadera naturaleza.

#### La doble dialéctica del espíritu
Según Kierkegaard, el hombre es una síntesis de cuerpo y alma. La síntesis entre alma y cuerpo la pone el espíritu y, al ponerla, el espíritu se relaciona consigo mismo y se despierta en él la autoconsciencia, el yo. Se da cuenta de que es un tercer elemento y que debe autofundamentarse. Esa búsqueda del fundamento del yo tiene tanto un sentido ontológico como ético-religioso. Una relación que se relaciona consigo misma (un yo) tiene que haberse puesto (autofundarse) a sí misma o haber sido puesta por otro (fundarse en un tercero: el Absoluto, Dios). El yo debe escoger.

#### Dios como fundamento
El yo que se fundamenta en el Absoluto es libertad, precisamente porque ha escogido el Absoluto, que es su origen y su fin; en cambio, el yo que se ha escogido a sí mismo como auto-fundamento, cae en la desesperación porque ha dado la espalda al Absoluto que lo ha creado. Kierkegaard afirma que el yo que no elige fundamentarse en el Absoluto en realidad no ha elegido, porque entonces el hombre se pierde en lo inmediato estético o en la posibilidad infinita de la reflexión, y no se determina como espíritu, es decir, carece de un yo auténtico.

#### El «caballero de la fe»
El caballero de fe es un individuo que ha depositado una fe completa en sí mismo y en Dios y puede actuar libre e independientemente del mundo. Søren Kierkegaard habla sobre el caballero de la fe en varias de sus obras seudonímicas, expuestas en Temor y temblor, La repetición y más obras. Kierkegaard preanunció el superhombre nietzscheano al analizar el tipo de angustia en que el yo quiere obstinadamente ser sí mismo. El «caballero de la fe» supera la desesperación al aceptar a Dios asumiendo la paradoja y el absurdo.

### El problema de la doble comunicación
Kierkegaard distinguía entre una «comunicación de saber», que él calificaba como «dialéctica», en la cual se comunican las ideas, y una «comunicación de poder», definida como «patético-lfrica», en la que el sujeto adquiere el protagonismo, porque no interesa tanto qué se comunica, sino cómo se comunica, no tanto el contenido como la forma. Es precisamente esta segunda forma de comunicación por la que se inclina el filósofo danés en sus obras seudónimas. Justamente con estos escritos lleva a cabo la comunicación indirecta de la verdad subjetiva ética-religiosa. Frente a la verdad objetiva, que se puede comunicar de forma directa, la verdad existencial, la que implica al individuo, requiere de la doblez de una comunicación indirecta, más efectiva para transmitir no contenidos sino una actitud ante la vida. La información que pueda transmitirse en esa «comunicación de poder» estará siempre al servicio de su verdadera finalidad, que será la conversión, el convencimiento. Según Kierkegaard, el pensamiento moderno había caído en el error de enseñar lo ético y lo ético-religioso bajo la forma del saber.

### Política
Desde una cierta distancia, que pudo ser interpretada como indiferencia, Kierkegaard contemplaría la «revolución social» como una victoria de lo general sobre la individualidad. No es que permaneciera del todo ajeno a los conflictos políticos y sociales que estallaban a su alrededor, sino que los interpretó como una señal para seguir su lucha personal. Escribió en su Diario:

Fuera todo es agitación; el nacionalismo se desencadena por todas partes; todos hablan de sacrificar su vida y tal vez están dispuestos a hacerlo, pero con el poderoso apoyo de la opinión pública.
Søren Kierkegaard, 27 de marzo de 1848

Políticamente, Kierkegaard se consideró a sí mismo como un hombre de disposición conservadora, aunque se posicionó a favor de los planes reformistas del rey Federico VII de Dinamarca. Mientras Marx redactaba el Manifiesto comunista, dirigido a los trabajadores del mundo, el pensador danés escribía sus Discursos cristianos, en los que hablaba a cada individuo singular. Si Marx espoleó a la masa para que se rebelara contra el orden burgués, Kierkegaard instigó al individuo para que se saliera de la masa que secundaba al orden establecido. Según Kierkegaard, la conciencia política europea se había desarrollado en tres etapas: 
1. La Antigüedad griega, donde solo los hombres excepcionales ejercían la política;
2. El cristianismo, que introdujo el principio de representación, por el cual todos los miembros de la comunidad participan por medio de sus representantes;
3. y la Modernidad, en la cual, por influencia de la duda cartesiana y la actitud protestante, tiene lugar una eclosión de la reflexión y la libertad del individuo, lo que exigía la reforma de los organismos políticos.[39]

## Comunicación indirecta y autoría bajo seudónimo

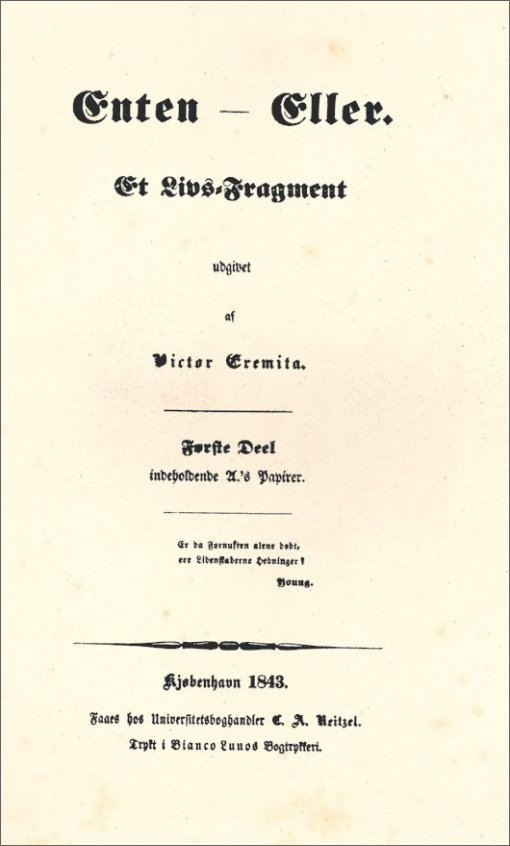
O lo uno o lo otro, una de las obras de Kierkegaard, escrita bajo los seudónimos «A» y «B», o Judge William, y editada con el seudónimo Victor Eremita.

La mitad de la obra de Kierkegaard fue escrita utilizando diversos seudónimos que él mismo creó para representar distintas formas de pensar. Esto formaba parte de la comunicación indirecta de Kierkegaard. Según varios pasajes de sus obras y diarios, tales como El punto de vista de mi obra como autor, Kierkegaard escribió de este modo con el fin de evitar que su obra fuera tratada como un sistema filosófico con una estructura sistemática. En el Punto de vista, Kierkegaard escribió: «En las obras escritas bajo seudónimo no hay ni una sola palabra que sea mía. La única opinión que tengo sobre esas obras es la que puedo formarme como tercera persona; ningún conocimiento acerca de su significado, aparte de como lector; ni la más mínima relación privada con ellas».
Kierkegaard utilizaba la comunicación indirecta para hacer difícil el saber si él defendía realmente los puntos de vista presentados en sus obra. Esperaba que los lectores simplemente leyeran las obras tal y como eran, sin atribuirles algún aspecto de su vida. Kierkegaard tampoco quería que sus lectores trataran sus obras como un sistema autoritario, sino que trataran de interpretarlas por ellos mismos.
Los primeros estudiosos de Kierkegaard, como Theodor W. Adorno, no dieron importancia a las intenciones de Kierkegaard y defendieron que toda la obra de Kierkegaard debía ser entendida como las opiniones personales y religiosas del autor. Este punto de vista llevó a muchas confusiones y contradicciones que hicieron que Kierkegaard pareciese incoherente. Sin embargo, muchos entendidos posteriores tales como los postestructuralistas, han respetado las intenciones de Kierkegaard e interpretado su obra atribuyendo los textos escritos bajo seudónimo a sus respectivos autores.
Los seudónimos más importantes utilizados por el filósofo, en orden cronológico:
- Victor Eremita, editor de O lo uno o lo otro
- A, escritor de muchos artículos de O lo uno o lo otro
- Wilhelm, autor de refutaciones en O lo uno o lo otro
- Johannes de Silentio, autor de Temor y temblor
- Constantin Constantius, autor de la primera parte de La repetición
- Young Man, autor de la segunda parte de La repetición
- Vigilius Haufniensis, autor de El concepto de angustia
- Nicolaus Notabene, autor de Prefacios
- Hilarius Bookbinder, editor de Etapas del camino de la vida
- Johannes Climacus, autor de Migajas filosóficas y Apostilla conclusiva no científica
- Inter et Inter, autor de La crisis y una crisis en la vida de una actriz
- H.H., autor de Dos pequeños tratados ético-religiosos
- Anti-Climacus, autor de La enfermedad mortal y La práctica en el cristianismo

## Diarios

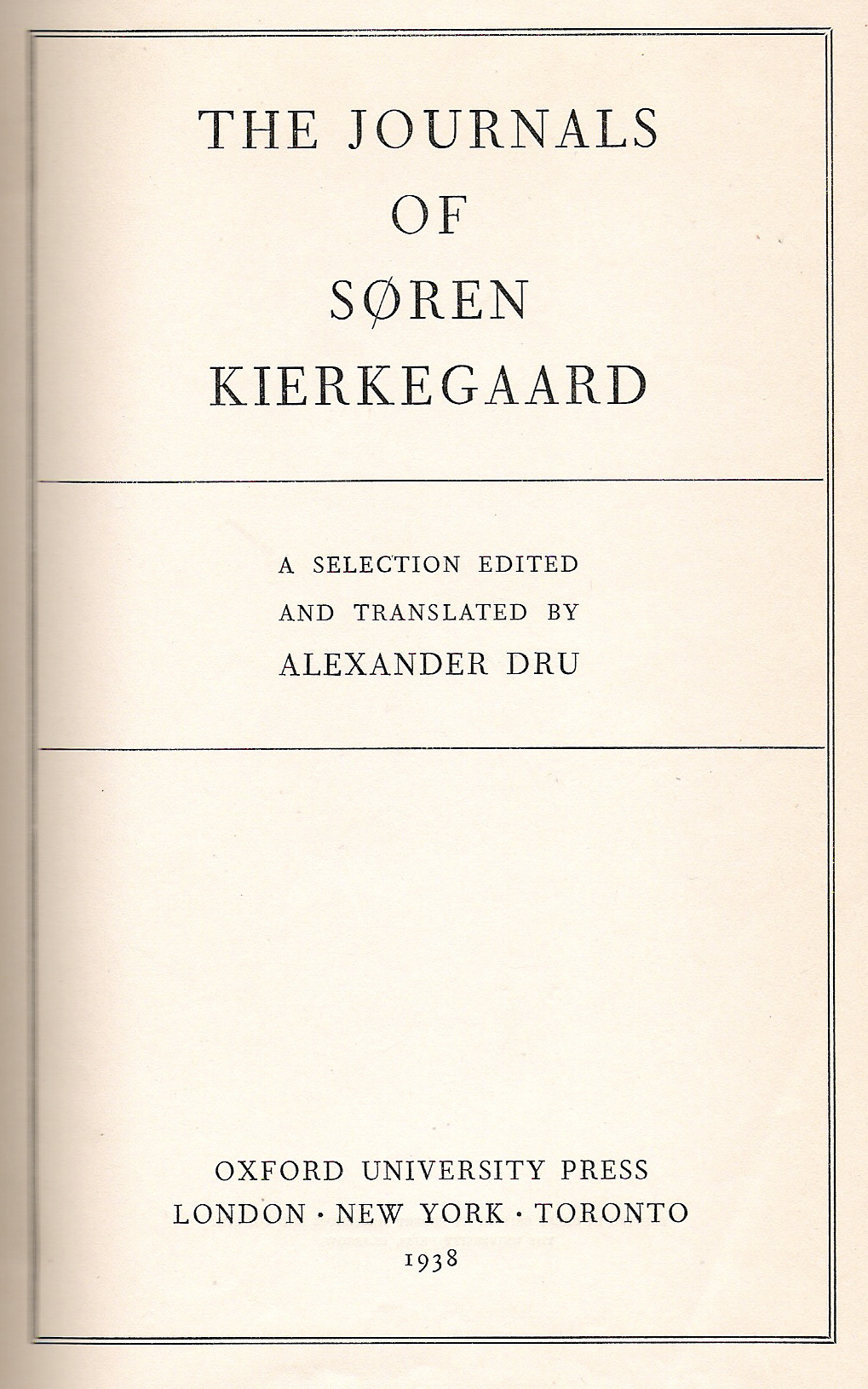
La portada de la primera edición en inglés de Los diarios, editada por Alexander Dru en 1938.

Los diarios de Kierkegaard son esenciales para comprenderle a él y su obra. Él escribió en sus diarios cerca de 7000 páginas que describían sucesos clave, meditaciones, pensamientos sobre su trabajo y observaciones de cada día. La colección completa de los diarios en danés ha sido editada y publicada en 13 volúmenes consistentes en 25 encuadernaciones, incluyendo índices. La primera edición en inglés de los diarios fue editada por Alexander Dru en 1938.
Sus diarios revelaron muchas facetas distintas de Kierkegaard y de su obra, y ayudaron a entender muchas de sus ideas. El estilo de sus diarios es de los más elegantes y poéticos de todos sus escritos. Kierkegaard dio importancia a sus diarios e incluso alguna vez escribió que eran el confidente en el que más confiaba: 

Nunca he confiado en nadie. Siendo escritor he hecho, en cierto sentido, al público mi confidente. Pero respecto a mi relación con el público debo, una vez más, hacer a la posteridad mi confidente. La misma gente que está ahí para reírse de uno no puede ser hecha el confidente.
Søren Kierkegaard, Diarios (4 de noviembre de 1847)

Sus diarios son también la fuente de muchos de los aforismos que se han adjudicado a Kierkegaard. El siguiente pasaje es quizás el aforismo más citado de los diarios de Kierkegaard y una cita clave del existencialismo: «El asunto es encontrar una verdad que sea cierta para mí, encontrar la idea por la cual yo sea capaz de vivir y de morir». Fue escrita el 1 de agosto de 1835.
Aunque sus diarios aclaran algunos aspectos de su vida y de su obra, Kierkegaard tomó la precaución de no revelar demasiado. Cambios bruscos de pensamiento, escritos repetidos y expresiones inusuales son algunas de las muchas tácticas que utiliza para hacer que el lector pierda la pista. Consecuentemente, hay interpretaciones muy variadas de sus diarios. Sin embargo, Kierkegaard no dudó acerca de la importancia que sus diarios tendrían en el futuro. En 1849 escribió:

Sólo un hombre muerto puede dominar la situación de Dinamarca. La amoralidad, la envidia, el chismorreo y la mediocridad abundan en todas partes. Si muriera ahora el efecto de mi vida sería excepcional; muchas de las cosas que simplemente he anotado descuidadamente en los Diarios cobrarían gran importancia y tendrían una gran influencia; en tal situación la gente se habría reconciliado conmigo y sería capaz de otorgarme lo que fue, y es, mi derecho.
Søren Kierkegaard, Diarios (Diciembre 1849)

## Kierkegaard y el cristianismo

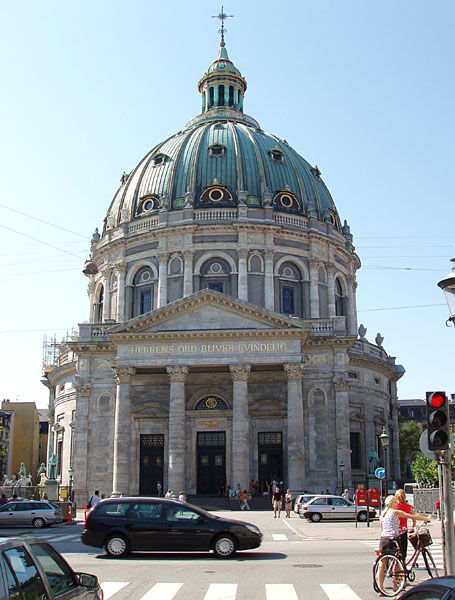
Kierkegaard arremetió contra las instituciones cristianas en sus últimos años. Sentía que el estado confesional establecido era perjudicial para los individuos.

Como se ha mencionado anteriormente, Kierkegaard mantuvo, en los últimos años de su vida, un ataque continuado contra todo lo relacionado con el cristianismo, o la cristiandad como entidad política. En el siglo XIX, la mayoría de daneses ciudadanos de Dinamarca eran necesariamente miembros de la Iglesia del Pueblo Danés. Kierkegaard sintió que este estado confesional era inaceptable y pervertía el verdadero significado de la cristiandad. Los puntos principales de su ataque incluían:
- Las congregaciones de la Iglesia no tienen sentido: La idea de las congregaciones hace que los individuos sean como niños, ya que los cristianos son reacios a tomar la iniciativa a la hora de asumir la responsabilidad de su propia relación con Dios. Kierkegaard resaltó que «el cristianismo es el individuo, aquí, el propio individuo».[47]

- El cristianismo se había secularizado y politizado: Puesto que la iglesia estaba controlada por el estado, Kierkegaard creyó que la misión burocrática del estado era aumentar el número de miembros y supervisar el bienestar de estos. Más miembros significaría más poder para el clero: un ideal corrupto. Esta misión parecería contraria a la verdadera doctrina cristiana, que destaca la importancia del individuo, no del conjunto.[8]

- El cristianismo se convierte en una religión vacía: De esta manera, la estructura de estado confesional es ofensiva y perjudicial para los individuos, puesto que cada uno de ellos se ha convertido en «cristiano» sin saber lo que ello significa. También es perjudicial para la propia religión, puesto que reduce el cristianismo a una tradición de moda a la que se adhieren «creyentes» que no creen.

Si la iglesia es «libre» con respecto al estado, todo está bien. Puedo adaptarme a esa situación inmediatamente. Pero si la iglesia va a emanciparse del estado, entonces debo preguntar: ¿Cómo?, ¿de qué manera? Un movimiento religioso debe ser llevado religiosamente, ¡si no es una vergüenza! Consecuentemente, la emancipación debe suceder mediante el martirio, sangriento o no. El precio de compra es la actitud espiritual. Pero aquellos que desean emancipar la iglesia por medios seculares y mundanos (i.e. sin martirio), han introducido una concepción de tolerancia totalmente consonante con la del mundo entero, donde la tolerancia es igual a la indiferencia, y esa es la peor ofensa que se puede hacer al cristianismo. ... la doctrina de la iglesia establecida y su organización están muy bien. Oh, pero entonces nuestras vidas: creedme, son desdichadas.
Søren Kierkegaard, Diarios (Enero de 1851)

Atacando la incompetencia y la corrupción de la iglesia cristiana, Kierkegaard parece anticiparse a filósofos como Nietzsche, el cual continuará criticando esta religión.

Pregunto: ¿qué significa que todos continuemos comportándonos como si todo fuera como tiene que ser, llamándonos a nosotros mismos cristianos según el Nuevo Testamento, cuando los ideales del Nuevo Testamento han muerto? La tremenda desproporción que representa esta situación ha sido, además, percibida por muchos. A ellos les gusta darle este giro: la especie humana ha sobrepasado la cristiandad.
Søren Kierkegaard, Diarios (19 de junio de 1852)

## Críticas
Dos de los críticos de Kierkegaard más conocidos del siglo XX son Theodor Adorno y Emmanuel Lévinas. Filósofos ateos como Jean-Paul Sartre y agnósticos como Martin Heidegger apoyaron en términos generales los puntos de vista de Kierkegaard, aunque criticaron y rechazaron sus opiniones religiosas.
La interpretación que hace Adorno de la filosofía de Kierkegaard no ha sido fiel a las intenciones del filósofo. Un crítico de Adorno dice que su libro Kierkegaard: Construcción de la estética es «el libro más irresponsable nunca escrito sobre Kierkegaard», porque Adorno toma los seudónimos de Kierkegaard literalmente y construye una filosofía entera sobre el autor que le hace parecer incoherente e ininteligible. Esto es como confundir a William Shakespeare con Otelo y a Dostoyevski con Raskolnikov. Otro crítico dice que «Adorno se encuentra lejos de las traducciones e interpretaciones más creíbles que tenemos hoy en día de las obras de Kierkegaard».
El ataque principal de Levinas a Kierkegaard se centra en sus etapas éticas y religiosas, especialmente en Temor y temblor. Levinas critica el «salto de fe» diciendo que esta suspensión de lo ético y salto a lo religioso es un tipo de violencia. 

La violencia kierkegaardiana empieza cuando la existencia es forzada a abandonar la fase ética para embarcar en la religiosa, el dominio de la creencia. La creencia ya no busca justificación externa. Incluso internamente, combina comunicación y aislamiento, y, por tanto, violencia y pasión. Este es el origen de la relegación del fenómeno ético a un segundo nivel y el desprecio del fundamento ético del ser humano, que ha llevado, por medio de Nietzsche, a la amoralidad de las filosofías recientes.
Emmanuel Levinas, Existence and Ethics, (1963)

Levinas señala a la creencia cristiana de que fue Dios quien primero mandó a Abraham sacrificar a Isaac y que fue un ángel el que le dijo que parase. Si Abraham hubiera estado realmente en el dominio de lo religioso, no habría escuchado al ángel y debería haber matado a Isaac. La «ética trascendente» parece una treta para excusar a los que serían asesinos de sus crímenes y ello es inaceptable.
En lo referente al punto de vista religioso de Kierkegaard, Sartre ofrece el siguiente argumento contra la existencia de Dios: Si la existencia precede a la esencia, se deduce del significado del término «sensible» que un ser sensible no puede ser completo o perfecto. En El ser y la nada la expresión de Sartre es que Dios sería un pour-soi (un ser por sí mismo; una consciencia), cuando es también un en-soi (un ser en sí mismo; una cosa), lo cual es una contradicción en los términos.
Sartre coincide con el análisis de Kierkegaard según el cual Abraham experimenta ansiedad (Sartre la llama angustia), pero no está de acuerdo con el hecho de que fuera Dios el que le dijo que matara a Isaac. En Existencialismo es humanismo dice: 

El hombre que miente para excusarse, diciendo «Todo el mundo no lo hará» debe tener la conciencia intranquila, pues el acto de mentir implica el valor universal que niega. Por su disfraz su angustia se revela a sí misma. Esta es la angustia que Kierkegaard llama «la angustia de Abraham». Usted ya conoce la historia: Un ángel mandó a Abraham que sacrificase a su hijo; la obeciencia era obligada, si realmente era un ángel quien apareció y dijo, «Tú, Abraham, debes sacrificar a tu hijo». Pero cualquiera en este caso se habría preguntado, primero, si era realmente un ángel y, segundo, si uno mismo es realmente Abraham. ¿Dónde están las pruebas? Cierta mujer loca que sufría de alucinaciones decía que había gente que la llamaba y le daba órdenes. El doctor le preguntó: «¿Pero quién es esa persona que le llama?» Y ella dijo: «Dice que es Dios». Y, de hecho, ¿qué podía demostrarle a ella que era Dios? Si se me aparece un ángel, ¿cuál es la prueba de que es un ángel?; o, si oigo voces, ¿quién puede probar que proceden del cielo y no del infierno, o de mi propio subconsciente, o alguna patología? ¿Quién puede probar que realmente se dirigen a mí?
Jean-Paul Sartre, Existentialism is a Humanism

En opinión de Kierkegaard, la certeza de Abraham tenía su origen en esa «voz interior» que no puede ser mostrada a otra persona («El problema aparece tan pronto como Abraham quiere ser entendido»). Para Kierkegaard, toda «prueba» externa o justificación está simplemente fuera del sujeto. La prueba de Kierkegaard de la inmortalidad del alma, por ejemplo, radica en el hecho de que uno desee vivir para siempre.

## Influencia y recepción

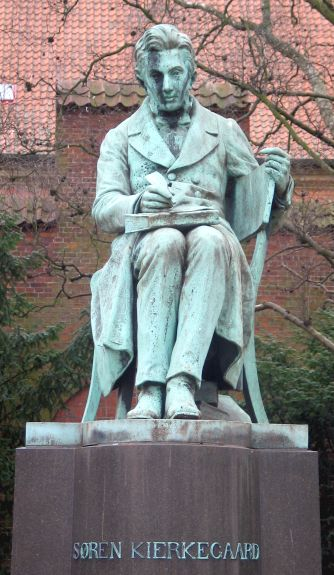
La Estatua de Søren Kierkegaard en Copenhague.

Las obras de Kierkegaard no estuvieron ampliamente disponibles hasta varias décadas después de su muerte. En los años inmediatamente posteriores a esta, la Iglesia del Pueblo Danés, una institución de gran importancia en aquella época, rechazó su obra e instó a otros daneses a hacer lo mismo. Además, la oscuridad de la lengua danesa, en comparación con el alemán, el francés y el inglés, hizo casi imposible que Kierkegaard tuviera lectores no daneses.
El primer académico que prestó atención a Kierkegaard fue su compatriota Georges Brandes, quien publicó en alemán y en danés. Brandes dio las primeras conferencias sobre Kierkegaard y ayudó a que el resto de Europa conociese al filósofo. En 1877 Brandes publicó el primer libro sobre la filosofía y la vida de Kierkegaard. El dramaturgo Henrik Ibsen se interesó por Kierkegaard y presentó su obra al resto de Escandinavia. En la década de 1870 empezaron a aparecer traducciones alemanas independientes de algunas de las obras de Kierkegaard, pero las traducciones académicas de partes completas de su obra tuvieron que esperar hasta la década de 1910. Estas traducciones hicieron posible que Kierkegaard comenzara a ejercer una enorme influencia en autores y pensadores alemanes, franceses e ingleses durante el siglo XX.
En los años 30 aparecieron las primeras traducciones académicas al inglés, de Alexander Dru, David F. Swenson, Douglas V. Steere y Walter Lowrie, gracias al editor Charles Williams de la Oxford University Press. La segunda y actualmente muy consultada traducción al inglés fue publicada por la Princeton University Press en los 70, 80 y 90, bajo la supervisión de Howard V. Hong y Edna H. Hong. Una tercera traducción oficial, bajo el patrocinio del Søren Kierkegaard Research Center, ocupará 55 volúmenes y se espera que esté completada poco después de 2009.
Muchos filósofos y teólogos del siglo XX tomaron muchos conceptos de Kierkegaard, incluyendo las nociones de angustia, desesperación y la importancia del individuo. Su fama como filósofo creció enormemente en los años 30, en gran parte debido a que el ascendente movimiento existencialista le señalaba como precursor, aunque hoy en día es considerado un importante e influyente pensador por derecho propio. Kierkegaard es commemorado como profesor en el Calendario de los Santos de la Iglesia Luterana, el día 11 de noviembre.
Algunos de los filósofos y teólogos influidos por Kierkegaard son Hans Urs von Balthasar, Karl Barth, Simone de Beauvoir, Niels Bohr, Keiji Nishitani, Hajime Tanabe, Dietrich Bonhoeffer, Emil Brunner, Martin Buber, Rudolf Bultmann, Albert Camus, Martin Heidegger, Abraham Joshua Heschel, Karl Jaspers, Gabriel Marcel, Maurice Merleau-Ponty, Reinhold Niebuhr, Franz Rosenzweig, Jean-Paul Sartre, Carl Schmitt, Joseph Soloveitchik, Paul Tillich y Miguel de Unamuno y filosóficamente toda la Generación del 98. El anarquismo epistemológico de Paul Feyerabend estuvo inspirado en la idea de Kierkegaard de subjetividad como verdad. Ludwig Wittgenstein estuvo muy influido por Kierkegaard, hacia el que demostró su respeto y del cual declaró: «Es demasiado profundo para mí. Me desconcierta, sin lograr los buenos efectos que lograría en almas más profundas». Karl Popper se refirió a Kierkegaard como «el gran reformador de la ética cristiana, el que mostró la moralidad oficial cristiana de su tiempo como hipocresía anticristiana y antihumanitaria».
Filósofos contemporáneos como Emmanuel Lévinas, Hans-Georg Gadamer, Jacques Derrida, Jürgen Habermas, Alasdair MacIntyre y Richard Rorty, aunque han sido a veces muy críticos, también han adaptado algunos de los puntos de vista de Kierkegaard. Jerry Fodor ha escrito que Kierkegaard «fue un maestro y jugaba fuera de la liga en la que jugamos el resto de nosotros [filósofos]».
Kierkegaard también tuvo una considerable influencia en la literatura del siglo XX. Algunos de los autores en los que más influyó fueron W. H. Auden, Jorge Luis Borges, Ernesto Sabato, Hermann Hesse, Franz Kafka, David Lodge, Flannery O'Connor, Walker Percy, Rainer Maria Rilke y John Updike.
Kierkegaard también tuvo una profunda influencia en la psicología y se puede considerar el fundador de la psicología cristiana y de la terapia y la psicología existenciales. Entre los psicólogos y terapeutas existencialistas (a menudo llamados «humanistas») se encontraban Ludwig Binswanger, Viktor Frankl, Erich Fromm, Carl Rogers y Rollo May. May basó su libro El significado de la ansiedad en El concepto de ansiedad, de Kierkegaard. La obra de Kierkegaard Dos épocas ofrece una interesante crítica a la modernidad. Su énfasis en la responsabilidad individual y en la necesidad de encontrar el verdadero ser y el propósito en la vida suele inspiraron el uso de terapia existencial por parte del psiquiatra R.D. Laing, y han influido en las terapias humanistas de psicólogos clínicos como Carl Rogers.
Kierkegaard también es considerado un importante precursor del posmodernismo. En la cultura popular ha sido el sujeto de programas de radio y televisión; en 1984, un documental de seis partes presentado por Don Cupitt centró una de ellas en Kierkegaard, mientras que en Jueves Santo de 2008 Kierkegaard fue el tema de discusión del programa de la BBC Radio 4 presentado por Melvyn Bragg, In Our Time. También en la obra Tiempo Mexicano del escritor mexicano Carlos Fuentes se hace referencia a Kierkegaard, en el primer capítulo titulado Kierkegaard en la Zona Rosa.
Kierkegaard predijo su fama póstuma, y vaticinó que su obra se convertiría en objeto de intenso estudio e investigación. En sus diarios escribió:

Cuando yo haya muerto bastará mi libro Temor y Temblor para convertirme en un escritor inmortal. Se leerá, se traducirá a otras lenguas, y el espantoso pathos que contiene esta obra hará temblar […] Pero una vez muerto se me convertirá en una figura irreal, una figura sombría […] y el libro resultará pavoroso.
Søren Kierkegaard, Diarios (1849, 6 años después de la publicación de Temor y Temblor)

Lo que la época necesita no es un genio —ha tenido suficientes, sino un mártir, el cual con el fin de enseñar a los hombres a obedecer, sea obediente hasta la muerte. Lo que la época necesita es despertar. Y por tanto algún día, no solo mis escritos sino mi vida entera, todo el intrigante misterio de la máquina, serán estudiados y estudiados. Nunca olvido cómo Dios me ayuda y es por tanto mi último deseo que todo pueda ser en su honor.
Søren Kierkegaard, Journals (20 de noviembre de 1847)

La razón de su influencia queda bien expresada en las palabras del filósofo Karl Jaspers: «tal vez todo aquel que no se abre a Kierkegaard […] permanece hoy pobre e inconsciente».
Peter F. Drucker, considerado el "padre" de la Gerencia de Empresas y del Marketing, también fue influido por Kierkegaard. Cuando Drucker (nacido en el seno de una familia de intelectuales) tenía 19 años tuvo el primer contacto con sus escritos; Drucker incluso llegó a estudiar danés (él era de origen austríaco) para poder leer los textos de Kierkegaard aún no traducidos a su idioma.

## Obras

### Obra seudónima:[72]

#### • Escritos estéticos (1842-1843)
Se incluyen aquí aquellas obras que describen el estado de apego a lo mundano propio del hombre que vive esclavizado por sus pasiones. 
- (1843, 20 de febrero) O lo uno o lo otro (Enten – Eller), [Víctor Eremita (ed. A y B)].

- (1843, 16 de octubre de 1843) La repetición (Gjentagelsen) [Constantin Constantius]

- (1843, 16 de octubre de 1843) Temor y temblor (Frygt og Bæven) [Johannes de Silentio].

#### • Intermedio filosófico (1844-1846)
Se trata de obras que se caracterizan por su carácter especulativo.
- (1844, 13 de junio) Migajas filosóficas (Philosophiske Smuler) [Johannes Climacus]
- (1844, 17 de junio) El concepto de la angustia (Begrebet Angest) [Vigilius Haufniensis]
- (1844, 17 de junio) Prefacios (Forord) [Nicolaus Notabene]
- (1845, 30 de abril) Etapas del camino de la vida (Stadier paa Livets Vei) [Hilarius Bgbinder y Frater Tacitumus]
- (1846, 27 de febrero) Postscriptum definitivo y no científico a las migajas filosóficas [Johannes Climacus]

#### • Fase religiosa (1847-1850)
Kierkegaard pone en escena a Anti-Climacus, quien se enfrenta al pensador especulativo que es Johannes Climacus.
- (1848, 24-27 de julio) La crisis y una crisis en la vida de una actriz (Krisen og en Krise i en Skuespillerindes Liv) [Inter et inter]
- (1849, 19 de mayo) Dos pequeños pequeños tratados ético-religiosos (Tvende ethisk-religieuse Smaa-Afhandlinger) [H. H.]
- (30 de julio de 1849) La enfermedad mortal / Tratado de la desesperación (Sygdommen til Døden) [Anti-Climacus]
- (1850, 25 de septiembre) Ejercitación del cristianismo [Anti-Climacus]

### Obra firmada
Corresponde a la declaración expresa de la concepción de la vida defendida por Kierkegaard, quien firmó diversos Discursos edificantes y dejó escritos miles de Papirer, entre los que se encuentra su Diario. 
- (1841, 29 de septiembre) Sobre el concepto de ironía en constante referencia a Sócrates (Om Begrebet Ironi, med stadigt Hensyn til Socrates)
- (1843, 16 de mayo) Dos discursos edificantes (To opbyggelige Taler)
- (1843, 16 de octubre) Tres discursos edificantes (Tre opbyggelige Taler)
- (1843, 4 de diciembre), Cuatro discursos edificantes (Fire opbyggelige Taler)
- (1844, 5 de marzo) Dos discursos edificantes
- (1844, 8 de junio) Tres discursos edificantes
- (1844, 31 de agosto) Cuatro discursos edificantes
- (1845, 29 de abril) Tres discursos en ocasiones imaginadas (Tre Taler ved tænkte Leiligheder)
- (1846, 30 de marzo) Un anuncio literario (En literair Anmeldelse)
- (1846) La época presente (Nutiden)
- (1847, 13 de marzo) Discursos edificantes en varios espíritus (Opbyggelige Taler i forskjellig Aand)
- (1847, 29 de septiembre) Las obras del amor (Kjerlighedens Gjerninger)
- (1847) Mi punto de vista (Om min Forfatter-Virksomhed)
- (1848, 26 de abril) Discursos cristianos (Christelige Taler)
- (1849, 14 de mayo) Los lirios del campo y las aves del cielo (Lilien paa Marken og Fuglen under Himlen)
- (1849, 14 de noviembre) Tres discursos para la comunión de los viernes
- (1850, 20 de diciembre)  Un discurso edificante
- (1851, 7 de agosto de) Dos discursos para los viernes ante al altar

- (1851, 7 de agosto) Sobre mi labor como escritor, escrito en 1848.
- (1851,12 de septiembre) Para un examen de sí mismo: recomendado a este tiempo (Til Selvprøvelse. Samtiden anbefalet)
- (1855, 16 de mayo) Esto debe ser dicho - que sea pues dicho
- (1855, 16 de junio) Lo que Cristo juzga sobre la cristiandad oficial
- (1855, 1 de agosto) La inmutabilidad de Dios

- (1855, mayo-octubre) El instante (Öieblikket)

### Póstuma
- (1859) El punto de vista sobre mi actividad como escritor, publicación completa "Sobre mi labor como escritor".
- (Escrito en invierno de 1842-43) Johannes Climacus, o De todo hay que dudar (Johannes Climacus o de omnibum dubitandum est)

## Edición en español

### LosEscritosde Søren Kierkegaard
Desde 1997 se está realizando una nueva edición completa de todos los escritos de Kierkegaard (Søren Kierkegaards Skrifter, SKS), tanto de la obra pseudónima como de la que escribió con su propio nombre junto con los Papeles, a la que se le añade una parte de comentarios críticos. Esta recopilación de la obra de Kierkegaard es llevada a cabo por el Centro de Investigaciones de Søren Kierkegaard (Søren Kierkegaards Forskningscenteret) de la Universidad de Copenhague. Los Escritos de Søren Kierkegaard se compondrán de 55 volúmenes; 28 escritos por Søren Kierkegaard y 27 comentarios y análisis críticos.
La correspondiente traducción al castellano de la versión crítica danesa está siendo llevada a cabo por la Editorial Trotta:
- Kierkegaard, Søren. Escritos. Obra completa.

1. Volumen 1. «De los papeles de alguien que todavía vive» y «Sobre el concepto de ironía». Edición a cargo de Rafael Larrañeta, Darío González y Begonya Sáez Tajafuerce. Traducción del danés de Darío González y Begonya Sáez Tajafuerce, 2000 [2ª edición 2006]. ISBN 978-84-8164-365-7.
2. Volumen 2/1. «O lo uno o lo otro. Un fragmento de vida I». Edición y traducción del danés de Begonya Sáez Tajafuerce y Darío González, 2006. ISBN 978-84-8164-807-2.
3. Volumen 3. «O lo uno o lo otro. Un fragmento de vida II». Edición y traducción de Darío González y Begonya Sáez Tajafuerce, 2007. ISBN 978-84-8164-808-9.
4. Volumen 4/1. «La repetición». «Temor y temblor». Traducción y notas de Darío González y Oscar Parcero, 2019. ISBN 978-84-9879-716-9.
5. Volumen 4/2. «Migajas filosóficas», «El concepto de angustia» y «Prólogos». Traducción de Óscar Parcero Oubiña, Darío González, 2016. ISBN 978-84-9879-625-4.
6. Volumen 5. «Discursos edificantes. Tres discursos para ocasiones supuestas». Introducción Darío González, 2010. ISBN 978-84-9879-113-6.
7. Volumen 6. «Etapas en el camino de la vida». Introducción Eivor Jordà Mathiasen, 2023. ISBN 978-84-1364-192-8.

### Ediciones diversas
- El libro sobre Adler. Un ciclo de ensayos ético-religiosos. Madrid: Editorial Trotta. 2021. ISBN 978-84-9879-990-3.[76]
- El libro sobre Adler. Buenos Aires: Editorial La Docta Ignorancia. 2020. ISBN 978-987-8407-03-6.
- De una mujer. Sobre el consuelo y la alegría. Salamanca: Ediciones Sígueme. 2019. ISBN 978-84-301-2034-5.
- Apuntes sobre la Filosofía de la Revelación de F. W. J. Schelling (1841-1842). Madrid: Editorial Trotta. 2014. ISBN 978-84-9879-497-7.
- La época presente. Madrid: Editorial Trotta. 2012. ISBN 978-84-9879-315-4.
- Post Scriptum no científico y definitivo a Migajas filosóficas. Salamanca: Ediciones Sígueme. 2011. ISBN 978-84-301-1756-7.
- Para un examen de sí mismo recomendado a este tiempo. Madrid: Editorial Trotta. 2011. ISBN 978-84-9879-208-9.
- Obra selecta: Diapsálmata; El erotismo musical; Repercusión de la tragedia antigua en la moderna; Siluetas; El más desgraciado; El primer amor; La validez estética del matrimonio; Referencia acerca del matrimonio en respuesta a algunas objeciones; Temor y temblor. Estudio introductorio de Darío González. Cartoné. Biblioteca de Grandes Pensadores. Madrid: Editorial Gredos. 2010. ISBN 978-84-249-1526-1.
- Ejercitación del cristianismo. Prólogo y traducción del danés de Demetrio Gutiérrez Rivero. Nota preliminar de Óscar Parcero Oubiña. Colección: Estructuras y Procesos. Filosofía. Madrid: Editorial Trotta. 2009. ISBN 978-84-9879-055-9.
- La enfermedad mortal. Colección: Estructuras y Procesos. Filosofía. Madrid: Editorial Trotta. 2008. ISBN 978-84-8164-982-6.
- Los lirios del campo y las aves del cielo. Prólogo y traducción del danés de Demetrio Gutiérrez Rivero. Madrid: Editorial Trotta. 2007. ISBN 978-84-8164-921-5.
- Las obras del amor. Meditaciones cristianas en forma de discursos. Salamanca: Ediciones Sígueme. 2006. ISBN 978-84-301-1602-7.
- El Instante. Traducción del danés y presentación de Andrés Roberto Albertsen, en colaboración con María José Binetti, Óscar Alberto Cuervo, Héctor César Fecnoglio, Ana María Fioravanti, Ingrid Marie Glikmann y Pedro Nicolás Gorsd. Madrid: Editorial Trotta. 2006. ISBN 978-84-8164-867-6.
- Migajas filosóficas o un poco de filosofía. Edición y traducción de Rafael Larrañeta. Madrid: Editorial Trotta. 2001 [5ª edición 2007]. ISBN 978-84-8164-441-8.

### Biografía
- Carlisle, Clare (2021). El filósofo del corazón. La inquieta vida de Søren Kierkegaard. Taurus. ISBN 9788430623372.